# Ouette
Ouette – rzeka we Francji, przepływająca przez teren departamentu Mayenne, o długości 35,1 km. Stanowi dopływ rzeki Mayenne.